# 全能國際航空
全能國際航空（英語：Omni Air International）是一家位於美國奧克拉荷馬州塔爾薩的航空公司，總部位於塔尔萨国际机场19號停機坪，提供國內和國際非定期航班服務，及飛機濕租服務。至2007年7月，航空公司僱用有大約1,000人。

## 歷史

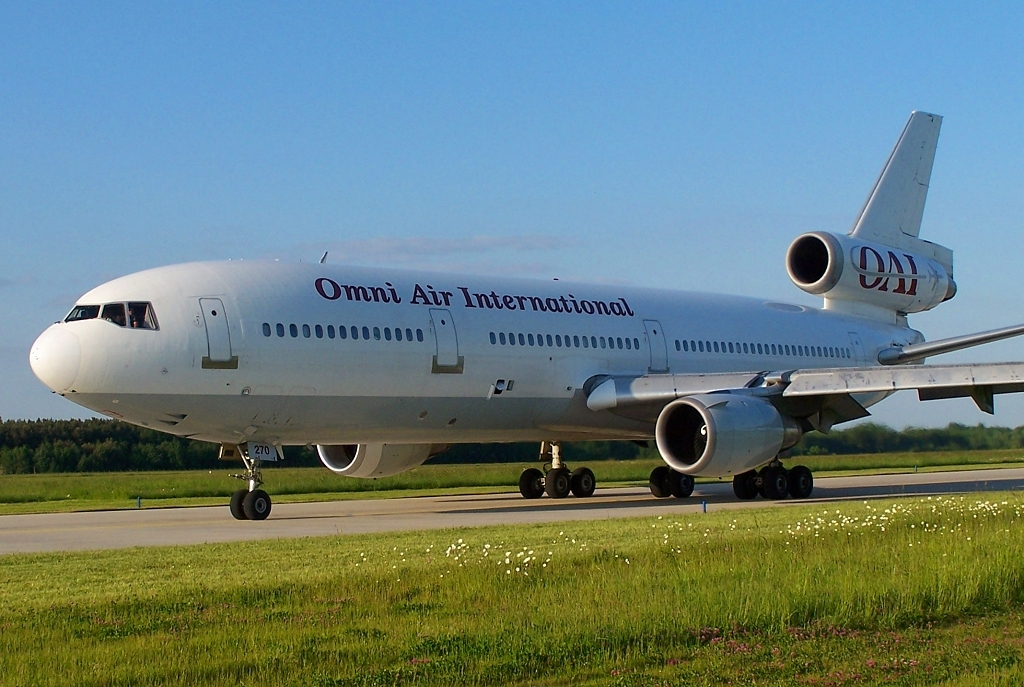
全能國際航空的DC-10在漢諾威機場

全能國際航空於1983年成立，當時命名為全能運輸航空，在1993年購入波音727貨機，公司更名為全能航空快運。他的貨運客戶當中有不少是大型綜合運輸公司，包括DHL、UPS、伯靈頓全球貨運物流有限公司和艾米里航空公司。
在貨運業務取得成功後，全能國際航空於是擴展其業務範圍至客運服務，不再局限於貨運，購入2架道格拉斯DC-10-10客機，於1997年12月提供客運服務。在1998年把波音727出售，注重在日漸增長的客運業務，後來更在漢莎航空和神鷹航空購入續航距離更長的DC-10-30，提供全球性客運包機及飛機濕租服務。在1999年，全能國際航空贏得美國國防部的招標，替國防部運輸軍事貨物。

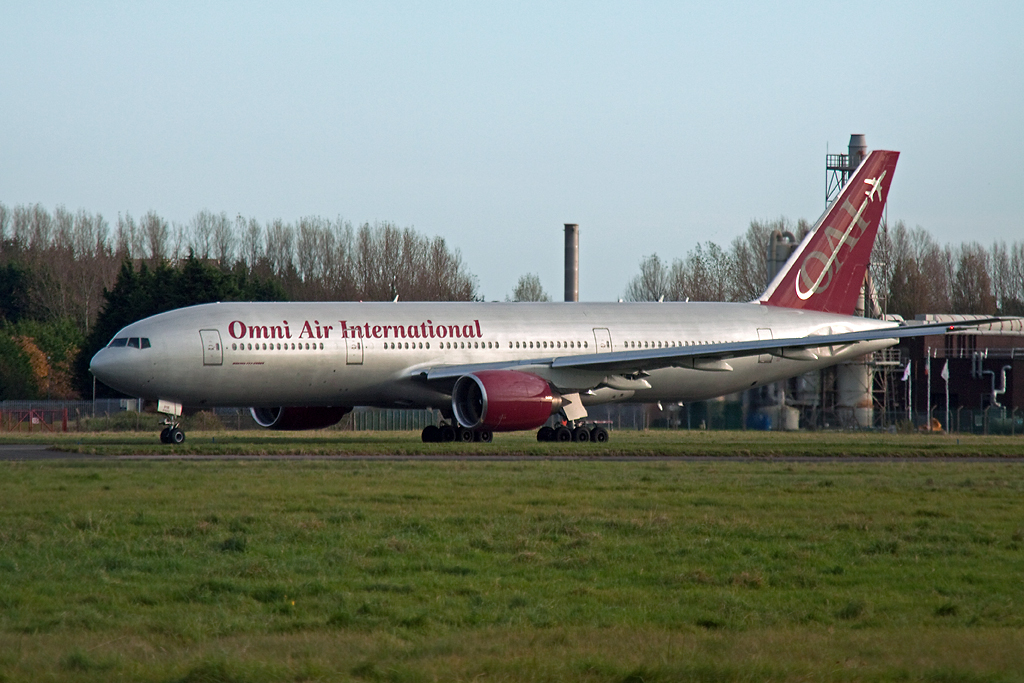
全能國際航空的波音777-200ER在香農機場

在2003年取得2架波音757-200ER，並立即取得180分鐘雙發延程飛行，這是美國航空史上的第二次。隨後全能航空購入波音767-300ER，並在2010年8月提供客運服務，2011年5月取得載客量達380人的波音777-200ER並提供服務。
全能國際航空的主要包機航線是檀香山－拉斯維加斯航線，在冬夏季會提供佛羅里達州往墨西哥和加勒比海的包機服務。目前全能航空是一家以客運為主要目標的航空公司，與成立時只提供貨運服務相比，有明顯的改變。

## 機隊

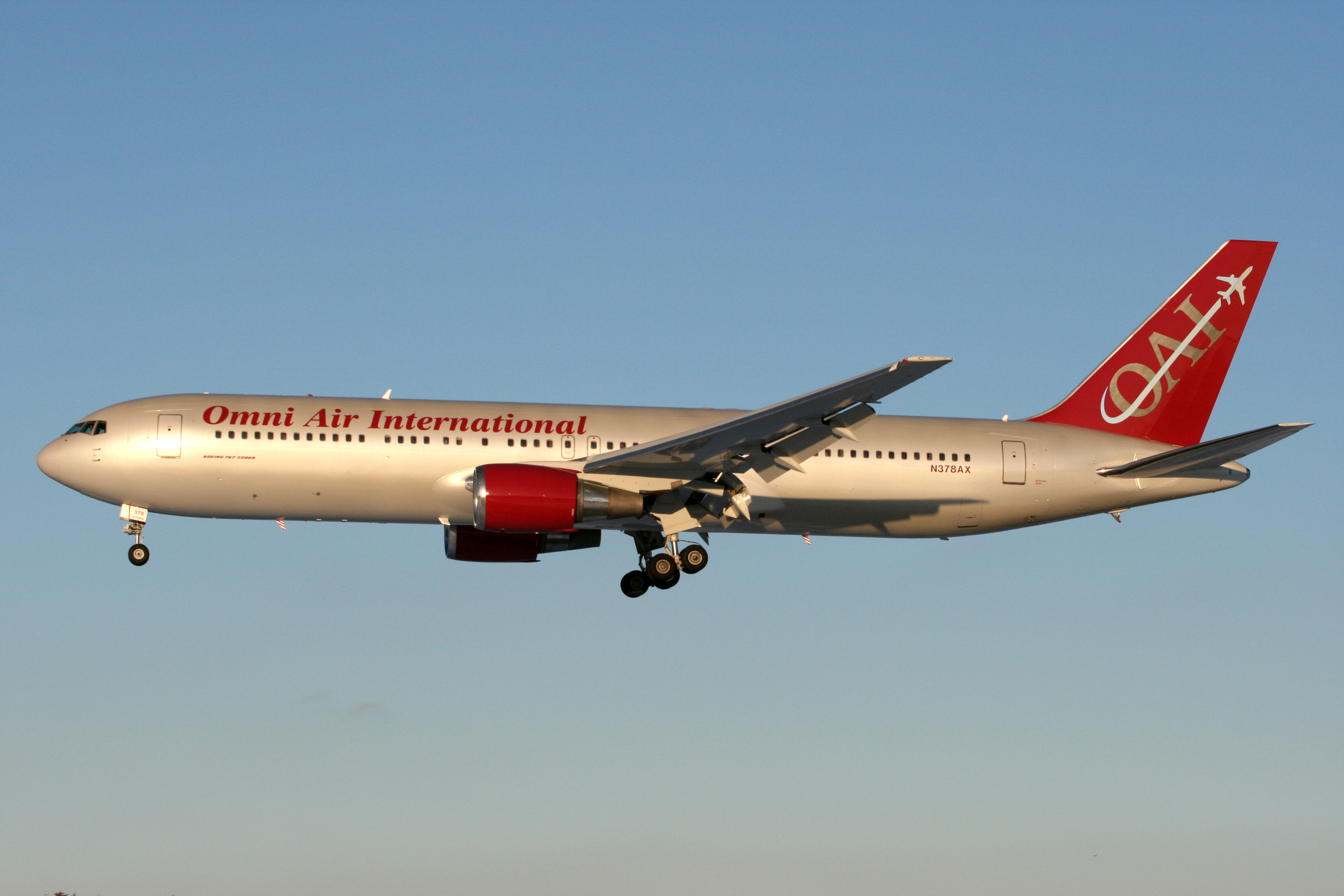
全能國際航空的波音767-200ER

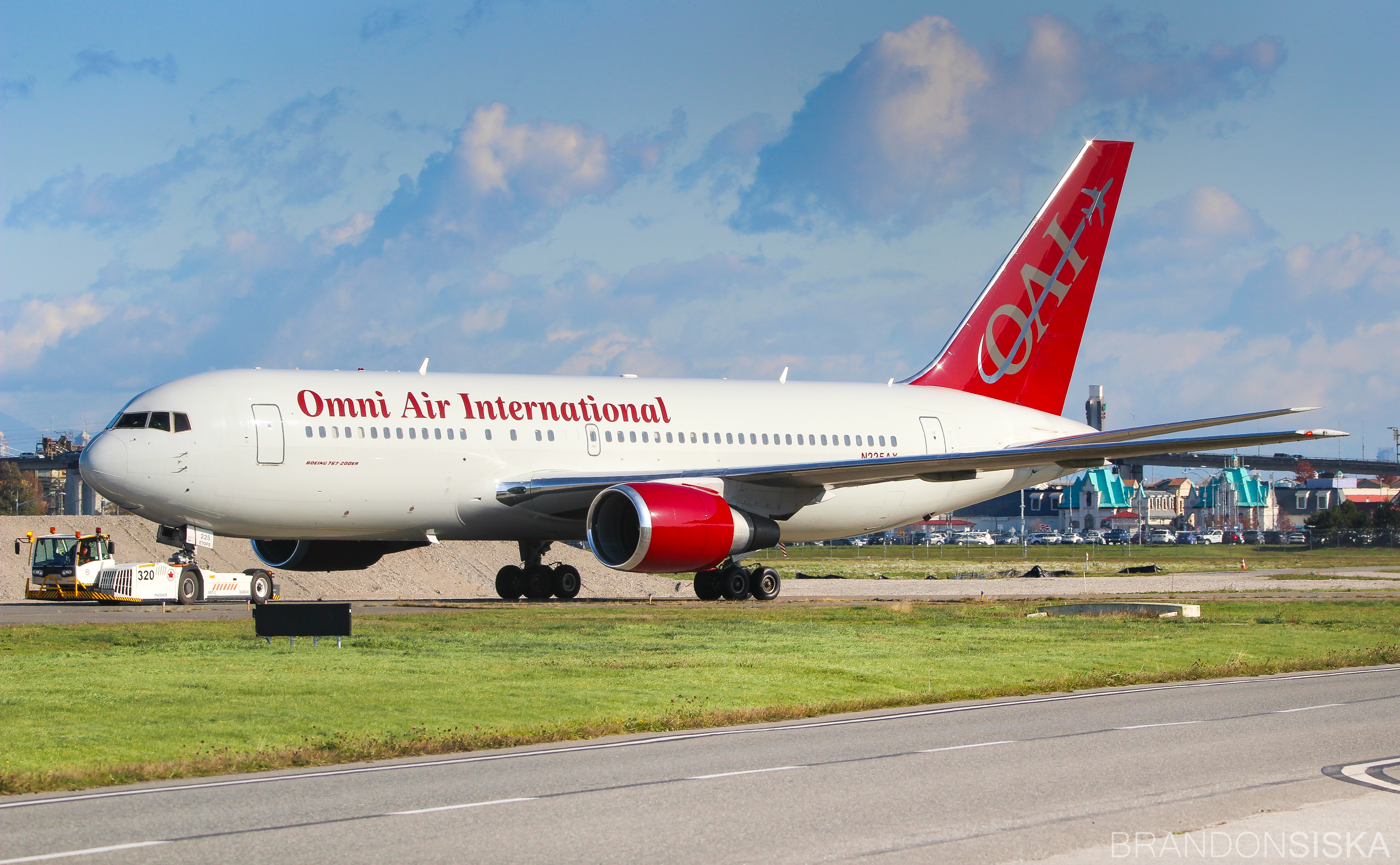
全能國際航空的波音767-200ER在溫哥華國際機場

截至2016年6月，全能航空擁有以下機隊：
- 3架波音767-200ER
- 6架波音767-300ER
- 6架波音777-200ER

## 外部連結
- 官方網站（页面存档备份，存于）